# Hassan Idbelkassem
Hassan Idbelkassem (in berbero Ḥasan Id Blqasm; Tiskatine, 1950) è un poeta e attivista berbero con cittadinanza marocchina.

## Biografia
Hassan Idbelkassem nacque nel 1950 nel villaggio di Tiskatine, nella regione di Ihahan, tra Agadir ed Essaouira. Conseguì gli studi di giurisprudenza divenendo avvocato. Nel corso degli anni 1970 prese parte all'attivismo di sinistra, affiliandosi all'Unione Nazionale degli Studenti Marocchini; venne arrestato nel 1974, dopo essere stato sorpreso in possesso di articoli del movimento marxista-leninista 23 marzo. Contribuì alle attività del movimento berberista allora emergente in Marocco, fondando nel 1978 l'associazione ANCAP, rinominata successivamente Tamaynut. Nel 1982 divenne uno strenuo difensore della causa di Ali Sidqi Azaykou, arrestato a causa del suo attivismo berberista. Venne anch'egli arrestato lo stesso anno e detenuto per una settimana per aver esposto nel suo studio legale un cartello in neo-tifinagh. Nel dicembre 1991 fondò la rivista Tamazight. Nel corso degli anni 1990, insieme ad Ahmed Adghirni, si impegnò per portare la questione berbera su un piano internazionale, partecipando a varie iniziative delle Nazioni Unite. Fu tra i fondatori del Congresso mondiale amazigh, che abbandonò in seguito a scontri con Ouzzin Aherdane, altro esponente di spicco dell'organizzazione.

## Opere
- Tislit u unzar
- Asqqsi
- Imarayen